# George M. Leader
George Michael Leader (17. januar 1918 - 9. maj 2013) var en amerikansk politiker. Han var medlem af det Demokratiske parti og var guvernør i Pennsylvania fra 1955-1959.